# Oréade (Q164)
| «Ореад»                                                                     | «Ореад»                                                                                                 | «Ореад»                                                                                                 |
| --------------------------------------------------------------------------- | --- | --- |
| Oréade (Q164)                                                               | | |
|                                                                             | | |
|                                                                             | | |
| Верф                                                                        | Ateliers et Chantiers de la Seine-Maritime, Ле-Тре                                                      | Ateliers et Chantiers de la Seine-Maritime, Ле-Тре                                                      |
| Під прапором                                                                | Франція                                                                                                 | Франція                                                                                                 |
| Належність                                                                  | Військово-морські сили Франції                                                                          | Військово-морські сили Франції                                                                          |
| Порт приписки                                                               | Оран, Бізерта, Тулон, Касабланка                                                                        | Оран, Бізерта, Тулон, Касабланка                                                                        |
| Закладений                                                                  | 15 серпня 1929                                                                                          | 15 серпня 1929                                                                                          |
| Спуск на воду                                                               | 23 травня 1932                                                                                          | 23 травня 1932                                                                                          |
| Введений до складу флоту                                                    | 14 грудня 1933                                                                                          | 14 грудня 1933                                                                                          |
| Виведений зі складу флоту                                                   | 26 березня 1946                                                                                         | 26 березня 1946                                                                                         |
| На службі                                                                   | 1933–1942                                                                                               | 1933–1942                                                                                               |
| Загибель                                                                    | 8 листопада 1942 року затонув унаслідок удару американської авіації в Касабланці                        | 8 листопада 1942 року затонув унаслідок удару американської авіації в Касабланці                        |
| Бойовий досвід                                                              | Друга світова війна Операція «Смолоскип» * Морська битва біля Касабланки                                | Друга світова війна Операція «Смолоскип» * Морська битва біля Касабланки                                |
| Проєкт                                                                      | | |
| Класифікація ПЧ                                                             | малий дизель-електричний підводний човен                                                                | малий дизель-електричний підводний човен                                                                |
| Тип ПЧ                                                                      | підводний човен типу «Діан»                                                                             | підводний човен типу «Діан»                                                                             |
| Основні характеристики                                                      | | |
| Швидкість (надводна)                                                        | 14 вузлів (26 км/год)                                                                                   | 14 вузлів (26 км/год)                                                                                   |
| Швидкість (підводна)                                                        | 9 вузлів (17 км/год)                                                                                    | 9 вузлів (17 км/год)                                                                                    |
| Робоча глибина занурення                                                    | 80 м | 80 м |
| Дальність плавання                                                          | 4000 миль (7400 км) на швидкості 10 вузлів (надводна) 82 милі (152 км) на швидкості 5 вузлів (підводна) | 4000 миль (7400 км) на швидкості 10 вузлів (надводна) 82 милі (152 км) на швидкості 5 вузлів (підводна) |
| Екіпаж                                                                      | 41 офіцер та матрос                                                                                     | 41 офіцер та матрос                                                                                     |
| Розміри                                                                     | | |
| Довжина найбільша (по КВЛ)                                                  | 64,4 м                                                                                                  | 64,4 м                                                                                                  |
| Ширина корпусу найб.                                                        | 6,2 м                                                                                                   | 6,2 м                                                                                                   |
| Середня осадка (по КВЛ)                                                     | 3,91 м                                                                                                  | 3,91 м                                                                                                  |
| Водотоннажність надводна                                                    | 661 тонна                                                                                               | 661 тонна                                                                                               |
| Водотоннажність підводна                                                    | 820 тонн                                                                                                | 820 тонн                                                                                                |
| Силова установка                                                            | | |
| Дизель-електрична: 2 × дизельних двигуни Normand-Vickers 2 × електродвигуни | | |
| Гвинти                                                                      | 2 | 2 |
| Потужність                                                                  | 2 × 650 к.с. (дизелі) 2 × 500 к. с. (електродвигуни)                                                    | 2 × 650 к.с. (дизелі) 2 × 500 к. с. (електродвигуни)                                                    |
| Озброєння                                                                   | | |
| Артилерія                                                                   | 1 × 75-мм гармата modèle 1897                                                                           | 1 × 75-мм гармата modèle 1897                                                                           |
| Торпедно- мінне озброєння                                                   | 7 × 533-мм торпедних апаратів 2 × 400-мм торпедні апарати 13 торпед                                     | 7 × 533-мм торпедних апаратів 2 × 400-мм торпедні апарати 13 торпед                                     |
| ППО                                                                         | 2 × 13,2-мм великокаліберні кулемети M1929                                                              | 2 × 13,2-мм великокаліберні кулемети M1929                                                              |

«Ореад» (Q175) (фр. Oréade (Q164) — військовий корабель, малий підводний човен 600-ї серії типу «Діан» військово-морських сил Франції часів Другої світової війни.
Підводний човен «Ореад» був закладений 15 серпня 1929 року на верфі компанії Ateliers et Chantiers de la Seine-Maritime у Ле-Тре. 23 травня 1932 року він був спущений на воду, а 14 грудня 1933 року увійшов до складу ВМС Франції.

## Історія служби
28 листопада 1934 року підводний човен «Ореад» вирушив з Шербура, щоб провести навчання з «Еврідік» і однотипним «Орфі».
1 вересня 1939 року почалася Друга світова війна з вторгненням Німеччини до Польщі. На цей час «Ореад» входив до 18-ї дивізії підводних човнів — складової 2-ї підводної ескадри — разом зі своїми «сістер-шипами» «Амфітріт», «Медузе» та «Псифі», з базуванням в Орані у Французькому Алжирі. 3 вересня 1939 року Франція вступила у війну на боці союзників. Згодом «Ореад» здійснював патрулювання в Атлантичному океані поблизу Канарських островів. У грудні 1939 року корабель пройшов ремонт в Орані.
10 травня 1940 року німецькі сухопутні війська вдерлися у Францію, розпочавши велику битву на Західному фронті, а 10 червня 1940 року Італія оголосила війну Франції та приєдналася до сил вторгнення. Битва за Францію завершилася поразкою Франції та підписанням перемир'я з Німеччиною та Італією 22 червня 1940 року. Коли перемир'я набуло чинності 25 червня 1940 року, «Ореад» все ще базувався в Орані.
У листопаді 1940 року роззброєний «Ореад» разом з підводними човнами «Архімед», «Аурор», «Ла Вестале», «Султан», «Аретуз», «Аргонаут» і «Псифі» перебував у Тулоні. 17 грудня 1940 року «Ореад» з «Псифі» і «Аурор» в супроводі есмінця «Альбатрос» вийшли з Тулона, прибувши до Орана через два дні; 22 грудня вони перетнули Гібралтарську протоку і наступного дня досягли Касабланки.
Коли вранці 8 листопада 1942 року почалася операція «Смолоскип», вторгнення союзників у Французьку Північну Африку, «Ореад» був пришвартований у Касабланці. Морська битва за Касабланку почалася того ранку, і американські торпедоносці TBF «Евенджер» з авіаносця «Рейнджер» і ескортного авіаносця «Суоні» атакували гавань о 07:10. Отримавши пошкодження від бомби, «Ореад» перекинувся і затонув, зазнавши втрати: чотири загиблих і шість поранених. Командир був серед поранених, і він помер від своїх ран пізніше того ж дня, підвищивши кількість загиблих «Ореад» до п'яти.
10 червня 1943 року «Ореад» підняли з бухти та перемістили в «спеціальний резерв» 29 вересня 1943 року в Касабланці. Списаний 26 березня 1946 року.